# Тургенев, Александр Иванович
Алекса́ндр Ива́нович Турге́нев (27 марта (7 апреля) 1784, Москва — 3 (15) декабря 1845, Москва) — русский историк, публицист и чиновник; брат декабриста Николая и поэта Андрея Тургеневых. В историю культуры вошёл как близкий друг писателей пушкинского круга, автор содержательных писем и дневников и печатавшихся в пушкинском «Современнике» корреспонденций из Франции («Хроники русского»).

## Биография
Родился 27 марта (7 апреля) 1784 года в Москве; был крещён в тот же день в церкви Георгия Победоносца, что на Всполье, при восприемстве князя А. А. Прозоровского и графини А. Б. Апраксиной. Один из четырёх сыновей богатого симбирского помещика, будущего директора Московского университета И. П. Тургенева — будучи близко знакомым с Н. И. Новиковым, в 1792—1796 годах он был вынужден жить со всем своим семейством в родовом имении Тургенево, где Александр Иванович и его старший брат Андрей Иванович в эти годы воспитывались швейцарцем Георгом Криотофом Тоблером.
В 1797—1800 годах воспитывался в Московском университетском пансионе вместе с В. А. Жуковским, дружба с которым продолжалась до самой кончины Тургенева. Ко времени пребывания в университетском пансионе относятся его первые опыты в области словесности — речи и переводы; он был членом литературного кружка пансиона, оформившегося в 1801 году как Дружеское литературное общество.
Начал службу в Московском архиве Коллегии иностранных дел, где познакомился с Д. Н. Блудовым. В период 1802—1804 годов изучал историко-политические науки в Гёттингенском университете, затем вместе с Кайсаровым совершил путешествие по славянским землям, собирая исторические источники. Во время пребывания в Гёттингенском университете он вёл дневник, в котором 8 мая 1803 года записал: 

Приехав в Москву, первое мое старание будет собирать, сколько можно, совершенную библиотеку для русской истории, между прочим, и источников её (Urkunden), особливо в Московском архиве, где ещё по сю пору множество лежит неизвестных сокровищ для русской истории, особливо для новой.— Архив братьев Тургеневых. — Вып. 2. — СПб., 1911. — С. 225
Служил в Министерстве юстиции: в 1805 году он поступил в Комиссию составления законов; сопровождал императора Александра I за границу.
С 13 сентября 1810 года был директором департамента Главного управления духовных дел иностранных исповеданий. С 9 апреля 1812 года, сохраняя прежнюю должность, был также помощником статс-секретаря Государственного совета по департаменту законов (при часто болевшем статс-секретаре Г. И. Гагарине). После увольнения Гагарина, в 1814—1828 годах, исполнял обязанности статс-секретаря.
С 4 мая 1812 года — член Совета Комиссии составления законов. Имел чин действительного статского советника.
Когда в 1817 году было образовано Министерство духовных дел и народного просвещения, А. И. Тургенев возглавил один из двух его департаментов — департамент духовных дел. В 1819 году был пожалован придворным званием камергера. В 1824 году министерство было преобразовано, департамент духовных дел получил совершенно иной вид; А. И. Тургенев был уволен от управления им и остался только членом Комиссии составления законов.

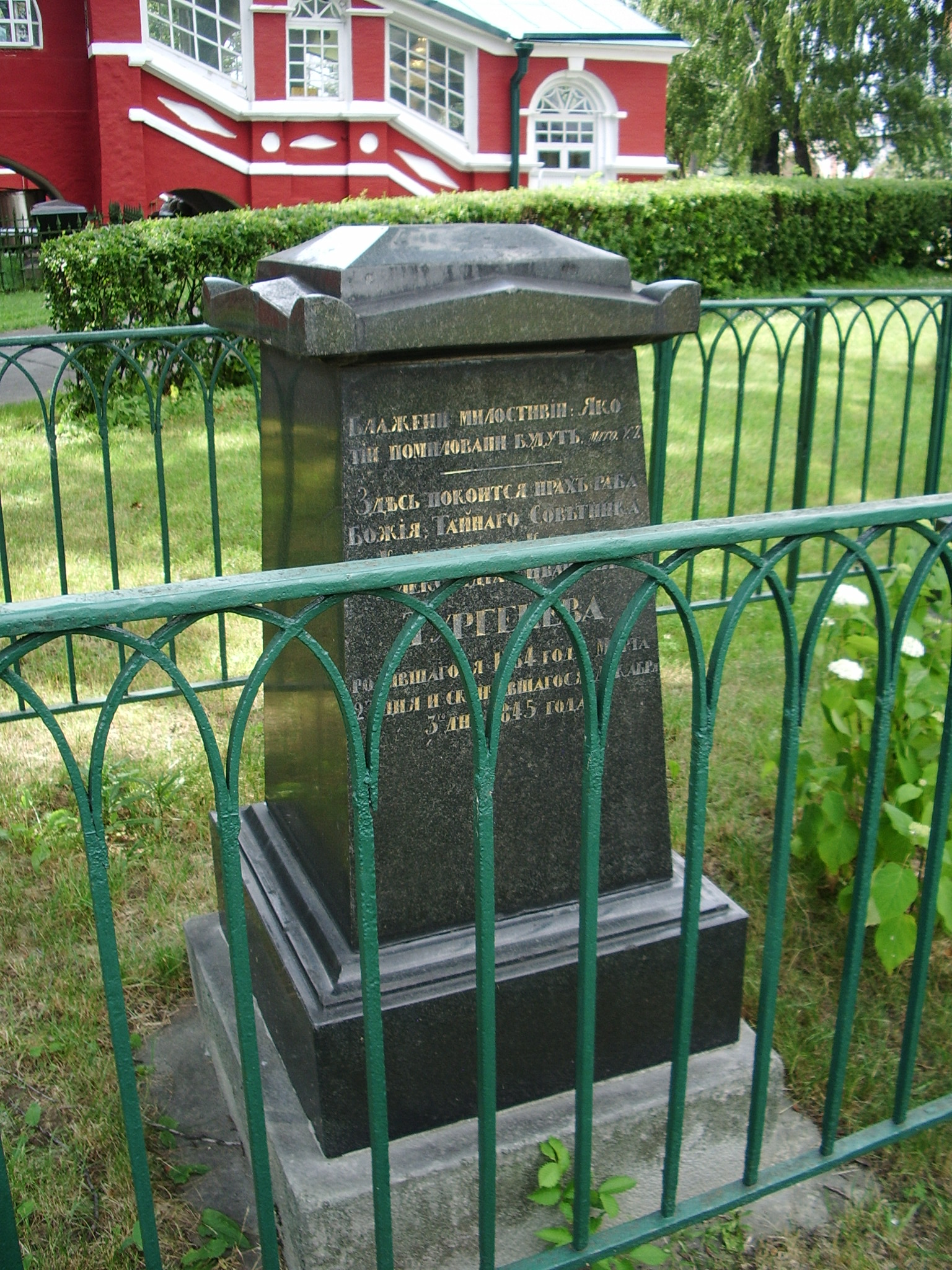
Могила А. И. Тургенева в Новодевичьем монастыре

С 1826 года, после следствия и суда над декабристами, продолжение служебной карьеры для А. И. Тургенева стало невозможным, поскольку его младший брат, находившийся в Англии Н. И. Тургенев, был изобличён как один из самых опасных заговорщиков и заочно приговорён к смертной казни.
С середины 1830-х годов А. И. Тургенев, в основном, жил за границей, рядко посещая Россию; помогал брату-эмигранту в его сложных жизненных обстоятельствах. В 1837 году, чтобы устроить материальное положение брата и его семьи, А. И. Тургенев продал родовое симбирское имение Тургенево, получив за него весьма значительную сумму (точный размер её неизвестен, но в 1835 году оно было продано другому лицу за 412 тысяч рублей ассигнациями).
В зрелые годы А. И. Тургенев стал с явным осуждением относиться к православию и католичеству; ближе всего ему был протестантизм, в котором он, в первую очередь, ценил обличение ханжества и лицемерия римской церкви.
В конце августа 1845 года, во время очередного приезда в Москву, простудился во время раздачи денег каторжникам на Воробьёвых горах. Умер 3 (15) декабря 1845 года. Похоронен в Новодевичьем монастыре.

### Научная деятельность
В 1830-х и 1840-х годах А. И. Тургенев разыскивал в западноевропейских архивах и библиотеках документы, имеющие отношение к истории России. Собранные им материалы по распоряжению Николая I поступили в распоряжение археографической комиссии и были изданы ею в 1841 и 1842 годах под заглавием «Historica Russiae Monumenta ex antiquis exterarum gentium archivis et bibliothecis deprompta ab A. I. Turgenevio»:
- первый том — выписки из ватиканских архивов с XI в.;
- второй том — переписка пап и донесения папских нунциев о России с 1584 по 1718 год, а также акты относительно России, извлеченные из архивов и библиотек Англии и Франции с 1557 по 1671 год, и акты, собранные Я. Б. Альбертранди для польского историка А. С. Нарушевича.

Кроме того, А. И. Тургенев делал выписки, преимущественно из парижских архивов, для эпохи Петра Великого (см. «Журнал Министерства народного просвещения», тт. 37 и 41).

### Общественная и литературная деятельность
А. И. Тургенев был близок ко многим представителям науки и литературы как русской, так и иностранной (общался с Вальтером Скоттом, Шеллингом и др.). Был участником филантропических и других обществ: секретарь Библейского общества, секретарь Женского патриотического общества и некоторых других.
Входил в литературный кружок «Арзамас»; Н. М. Карамзин, И. И. Дмитриев, князь П. А. Вяземский были его друзьями. Принимал участие в трудах и судьбе К. Н. Батюшкова, А. С. Пушкина, И. И. Козлова, Е. А. Баратынского.
А. И. Тургенев — автор «Хроники русского» (название дано А. С. Пушкиным) — серии писем о событиях и жизни в Западной Европе. Письма публиковались в пушкинском журнале «Современник» и других изданиях в 1827—1845 годах. Дневник Тургенева и его обширная корреспонденция являются важными историческими и литературоведческими источниками.

Именно Александр Тургенев отвёз тело Пушкина из Петербурга в родовую усыпальницу Святогорского монастыря. Пушкинист Вадим Старк описывал это так: 
«И тот человек, который первым встречал Пушкина в Петербурге, Александр Иванович Тургенев, который помогал с определением в Лицей, […] он же будет провожать траурный кортеж с телом Пушкина по просьбе Натальи Николаевны, а, точнее, даже по указанию Николая Первого, потому что она хотела, чтобы Данзас это сделал, но Николай Первый считал, что тот виновен, должен понести своё наказание и предложил, чтобы [кортеж провожал] Александр Иванович Тургенев. Вот так сомкнулось кольцо: тот, кто первым встречал Пушкина в Петербурге, провожает его в этот самый последний путь».

## Отзывы
Он всю жизнь не переставал учиться; его письма, по словам И. И. Срезневского: «одна из драгоценностей нашей литературы, и по разнообразию и богатству данных, в них отмеченных более или менее живо и верно, и по их содержанию, по мыслям, чувствам, в них высказанным, по литературному достоинству».

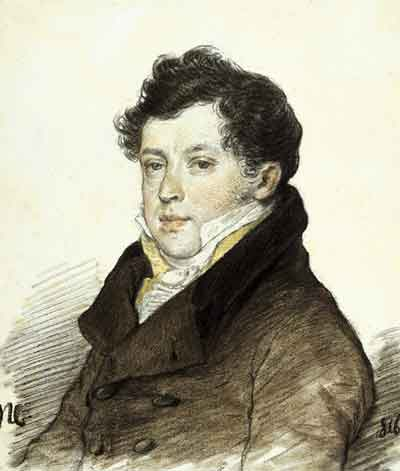
Портрет работы Петра Соколова, 1816 г.
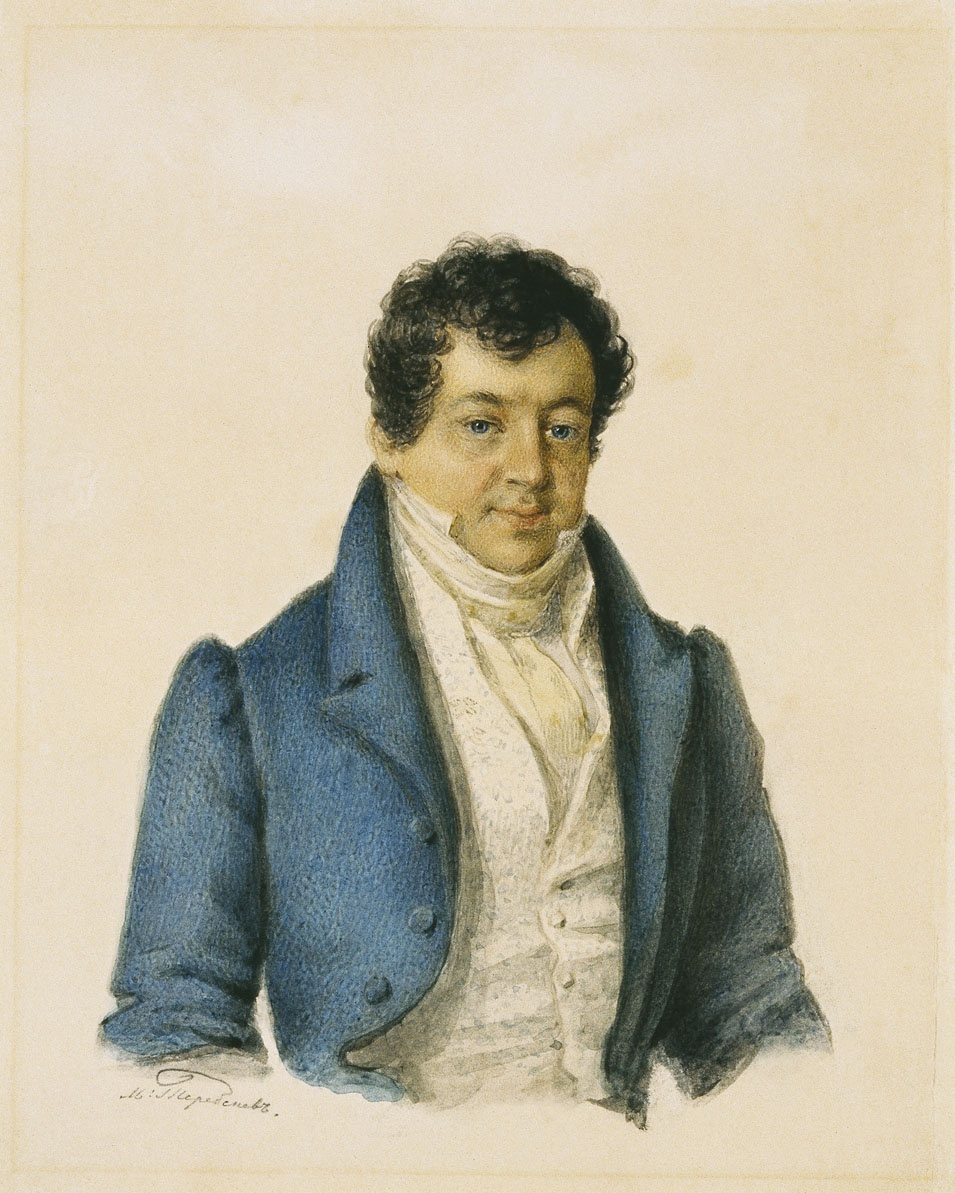
Портрет работы Михаила Теребенёва, 1830-е гг.
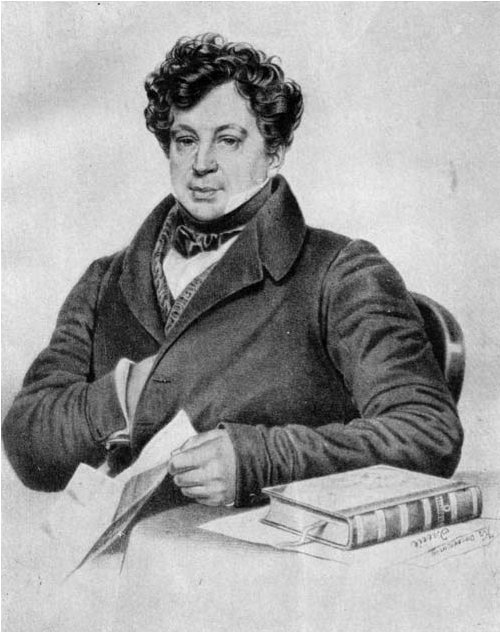
Портрет работы Карла Брюллова, 1833 г.

И. И. Срезневский указывал на огромное эпистолярное наследие А. И. Тургенева

## Адреса в Санкт-Петербурге
- 1812—1824 — дом А. Н. Голицына — набережная реки Фонтанки, 20.
- 1836—1837 — гостиница «Демут» — набережная реки Мойки, 40.

## Труды
Новейшие публикации
- Тургенев А. И. Российский двор в XVIII веке / Пер. с франц., примеч. и указатель имён Д. В. Соловьёва; Оформление художника Л. Е. Миллера. — СПб.: Искусство-СПБ, 2005. — 528, [40] с. — 3000 экз. — ISBN 5-210-01590-4. (в пер.)